# Nepenthes cabanae
Nepenthes cabanae — вид квіткових рослин родини непентесових (Nepenthaceae). Описаний у 2019 році.

## Назва
Вид названий на честь доктора Венеріона Кабана, який організував наукову експедицію, під час якої його відкрито.

## Поширення
Ендемік Філіппін. Росте лише на схилах гори Малімуму на острові Мінданао.